# Kraft der Träume
Kraft der Träume (Originaltitel: Shades of Gray) ist die 22. Folge der zweiten Staffel der US-amerikanischen Science-Fiction-Fernsehserie Raumschiff Enterprise – Das nächste Jahrhundert. Sie wurde in den Vereinigten Staaten über Syndication vermarktet und erstmals am 17. Juli 1989 auf verschiedenen Fernsehsendern ausgestrahlt. In Deutschland war sie zum ersten Mal am 26. Juni 1992 in einer synchronisierten Fassung im ZDF zu sehen.

## Handlung
Im Jahr 2365 bei Sternzeit 42976.1 erforscht die Enterprise den Planeten Surata IV. Auf der Oberfläche wird der erste Offizier Will Riker am Bein verletzt. Schiffsärztin Pulaski stellt fest, dass er mit Mikroben infiziert wurde, die sich an seinen Nervenbahnen festsetzen. Riker droht zu sterben, wenn die Mikroben sein Gehirn erreichen.
Der zweite Offizier Data und Chefingenieur La Forge kehren zurück auf die Oberfläche. Dort finden sie die Quelle der Mikroben: eine Pflanze, die mittels Dornen Lebewesen infiziert, um sie zu lähmen und ihnen anschließend die Nährstoffe zu entziehen. Es gelingt Data und La Forge, einen Dorn zu entfernen und mit auf die Enterprise zu bringen.
Während Pulaski fieberhaft nach einer Heilung sucht, verschlechtert sich Rikers Zustand immer mehr. Die Mikroben haben inzwischen sein Rückenmark erreicht. Die Schiffsberaterin und frühere Geliebte Troi besucht ihn. Während sie mit ihm spricht, wird Riker plötzlich bewusstlos. Pulaski wendet einen Nervenstimulator an, wodurch die Vermehrung der Mikroben verlangsamt werden soll. Riker beginnt dadurch, von früheren Ereignissen auf der Enterprise zu träumen. Die empathisch veranlagte Troi spürt, dass Rikers Träume zunächst von emotional neutraler Natur sind, dann aber zunehmend von angenehmen Gefühlen wie Freundschaft und Liebe geprägt sind. Das hat jedoch zur Folge, dass sich die Wachstumsrate der Mikroben verdoppelt.
Pulaski vermutet, dass die Mikroben sensibel auf die Art von Rikers Träumen reagieren, oder vielmehr auf die Art der Endorphine, die sie verursachen. Sie konfiguriert den Nervenstimulator daher so, dass Riker nun negative Träume hat. Sie drehen sich zunächst um Tod und Verlust und tatsächlich stellt Pulaski fest, dass sich die Wachstumsrate der Mikroben verlangsamt. Für eine Heilung ist der Effekt aber noch zu schwach. Pulaski erhöht daher die Intensität des Stimulators. Riker durchlebt viele weitere Erinnerungen, die sich ums Kämpfen und Überleben drehen. Die Wachstumsrate der Mikroben wird dadurch immer geringer, bis sie schließlich auf Null sinkt. Die Infektion ist damit besiegt und Riker erholt sich allmählich.

## Verbindungen zu anderen Star-Trek-Produktionen
Kraft der Träume ist die einzige Star-Trek-Folge, die als Clipshow produziert wurde, also als Folge, die intensiv Gebrauch von Material aus früheren Folgen macht. Rückblenden auf mehrere frühere Folgen gibt es sonst nur noch in der finalen Doppelfolge 7.25/26 (Das, was du zurücklässt) von Star Trek: Deep Space Nine aus dem Jahr 1999. Sie kommen dort aber nur sehr kurz zur Anwendung. Eine Sonderstellung nimmt die Doppelfolge Talos IV – Tabu von Raumschiff Enterprise aus dem Jahr 1966 ein. Sie basiert zu wesentlichen Teilen auf wiederverwendetem Material des ursprünglichen Pilotfilms Der Käfig, der damals aber in seiner ursprünglichen Fassung noch unveröffentlicht war.
In Kraft der Träume wurden Szenen aus den Folgen Der Mächtige / Mission Farpoint, Gedankengift, Der Wächter, Das Gesetz der Edo, Planet Angel One, 11001001, Worfs Brüder, Die Seuche, Die schwarze Seele, Die Verschwörung, Das Kind, Der stumme Vermittler, Das fremde Gedächtnis, Die jungen Greise, Der Austauschoffizier, Die Thronfolgerin, Rikers Vater und Der Planet der Klone wiederverwendet.

## Produktion

### Drehbuch
Da die beiden Folgen Sherlock Data Holmes und Zeitsprung mit Q sehr viel Geld gekostet hatten, musste Kraft der Träume als letzte Folge der zweiten Staffel von Raumschiff Enterprise – Das nächste Jahrhundert äußerst günstig produziert werden. Dies wurde erreicht, indem auf bereits vorhandenes Material zurückgegriffen wurde und darum eine Rahmenhandlung mit einem stark reduzierten Einsatz von Kulissen und Darstellern gestrickt wurde. Statt wie üblich in einer Woche war die Folge bereits nach drei Tagen abgedreht.
Die Idee zu dieser Geschichte stammte von Maurice Hurley, der daraus gemeinsam mit dem Autorenduo Richard Manning und Hans Beimler ein Drehbuch entwickelte. Eric A. Stillwell stellte die Szenen aus den früheren Folgen zusammen.
Im ursprünglichen Drehbuchentwurf war vorgesehen, dass Data und La Forge von einem ganzen Wald angegriffen werden. Aus Budgetgründen wurde dies auf eine einzelne, dornenbewehrte Ranke reduziert.

### Kamera
Kraft der Träume war die letzte Folge, in der Edward R. Brown als bildgestaltender Kameramann (Director of photography) von Raumschiff Enterprise – Das nächste Jahrhundert mitwirkte. Mit Beginn der dritten Staffel übernahm Marvin V. Rush diesen Posten.

### Darsteller
Die Hauptfiguren Worf (Michael Dorn) und Wesley Crusher (Wil Wheaton) haben in der Rahmenhandlung dieser Folge keinen Auftritt, sondern sind nur in wiederverwendeten Szenen zu sehen.
Diana Muldaur hat in dieser Folge ihren letzten Auftritt als Dr. Katherine Pulaski. Mit Beginn der dritten Staffel bis zum Ende der Serie wurde die Position der Schiffsärztin der Enterprise wie schon in der ersten Staffel von Dr. Beverly Crusher (Gates McFadden) bekleidet. Für Muldaur war dies zugleich ihr letzter Auftritt im Star-Trek-Franchise. Kraft der Träume ist aufgrund der wiederverwendeten Szenen die einzige Folge der Serie, in der sowohl McFadden als auch Muldaur zu sehen sind, und zugleich die einzige der zweiten Staffel, in der McFadden zu sehen ist.
Kraft der Träume ist die Folge von Raumschiff Enterprise – Das nächste Jahrhundert, die mit der niedrigsten Zahl an Darstellern gedreht wurde: fünf Haupt- und zwei Nebendarsteller sowie zwei Statisten.

### Kulissen
Für die Dreharbeiten wurden nur drei Sets genutzt: der Transporterraum und die Krankenstation der Enterprise sowie die Oberfläche von Surata IV.

### Fehler
Die aus früheren Folgen wiederverwendeten Szenen sollten eigentlich allesamt Rikers Erinnerungen wiedergeben. Tatsächlich sind aber mehrere Einstellungen, vor allem auf der Enterprise, enthalten, in denen Riker gar nicht anwesend ist.

## Rezeption
Kraft der Träume gilt unter Fans und Kritikern gleichermaßen als eine der schlechtesten Folgen von Raumschiff Enterprise – Das nächste Jahrhundert. Mit 3,4 von 10 möglichen Punkten (Stand 2019) ist es die in der Internet Movie Database am schlechtesten bewertete Folge nicht nur der Serie, sondern des gesamten Star-Trek-Franchise.
Keith DeCandido bewertete Kraft der Träume 2011 auf tor.com als eine einzige Katastrophe und gab ihr 0 von 10 Punkten. Serien wie Xena – Die Kriegerprinzessin, Hercules und Stargate – Kommando SG-1 hätten gezeigt, wie man das Konzept einer Clipshow deutlich besser umsetzt. Das Produktionsteam von Raumschiff Enterprise – Das nächste Jahrhundert hätte seiner Meinung nach gut daran getan, Kraft der Träume komplett zu streichen und stattdessen das Budget einer der anderen Folgen der zweiten Staffel zu erhöhen.
2016 wurde Kraft der Träume in einer Umfrage unter Fans auf einer Star-Trek-Convention in Las Vegas zur fünftschlechtesten Star-Trek-Folge gewählt.
Matthew Byrd führte Kraft der Träume 2017 auf screenrant.com in einer Liste der 15 schlechtesten Star-Trek-Folgen auf Platz 7.
Michael Weyer erstellte 2018 für cbr.com eine Liste von 20 Star-Trek-Folgen, die so schlecht sind, dass man sie gesehen haben muss. Kraft der Träume führte er dabei auf Platz 19.
Joseph Walter führte Kraft der Träume 2018 auf screenrant.com in einer Liste der 10 schlechtesten Star-Trek-Folgen auf Platz 3. 2019 führte er Kraft der Träume in einer Liste der 10 schlechtesten Folgen von Raumschiff Enterprise – Das nächste Jahrhundert ebenfalls auf Platz 3.
Kayleena Pierce-Bohen erstellte 2019 für screenrant.com auf der Grundlage von IMDb-Bewertungen eine Liste der zehn schlechtesten Star-Trek-Folgen. Kraft der Träume landete dabei auf Platz 6.
Michael Kmet führte Kraft der Träume 2019 auf whatculture.com in einer Liste der 20 schlechtesten Star-Trek-Folgen auf Platz 9.
John Miller erstellte 2022 für screenrant.com eine Liste der zehn schlechtesten Star-Trek-Folgen auf der Grundlage von Reddit-Diskussionen. Kraft der Träume landete dabei auf Platz 8.